# Російсько-візантійський стиль
Російсько-візантійський стиль — напрям в архітектурі і декоративно-прикладному мистецтві в рамках історизму, заснований на інтерпретації форм візантійського та московського зодчества. В рамках еклектики міг поєднуватися і з іншими стилями.
Стиль зародився в Російській імперії в першій половині XIX століття. Основоположником даного стилю прийнято вважати Костянтина Тона. Російсько-візантійський стиль, що сформувався на початку 1830-х років як цілісний напрямок, нерозривно пов'язаний з поняттям народності, виражаючи ідеї культурної самодостатності, а також її політичної та конфесійної спадкоємності від Візантії. У вузькому сенсі російсько-візантійським стилем називають саме стиль Костянтина Тона, поширений у другій третині XIX століття, а більш пізні споруди, більш схожі на архітектуру Візантії, називають неовізантійським стилем.
Спочатку неовізантійські храми були зосереджені в Санкт-Петербурзі і Криму, а два ізольованих проєкти були запущені в Києві і Тбілісі. У 1880-х роках візантійські зразки стали кращим вибором для зміцнення православ'я на околицях Російської імперії: в Царстві Польському, Литві, Бессарабії, Середній Азії, Північному Кавказі, в Нижньому Поволжі і Області Війська Донського; в 1890-х роках вони поширилися з Уральського регіону в Сибір уздовж споруджуваної Транссибірської магістралі. За підтримки держави російсько-візантійські церкви були також побудовані в Єрусалимі, Харбіні, Софії і на Французькій Рів'єрі. Крім храмів російсько-візантійський стиль використовувався рідко; більшість збережених зразків були побудовані як лікарні і богадільні під час правління Миколи II.

## Історія

### Зародження. Проєкти Стасова і Тона
Останнє десятиліття правління Олександра I було відзначено державною підтримкою класицизму і зокрема ампіру як єдиного архітектурного стилю для релігійного, державного і приватного будівництва. Однак за царювання Миколи I часом ситуація почала змінюватися.

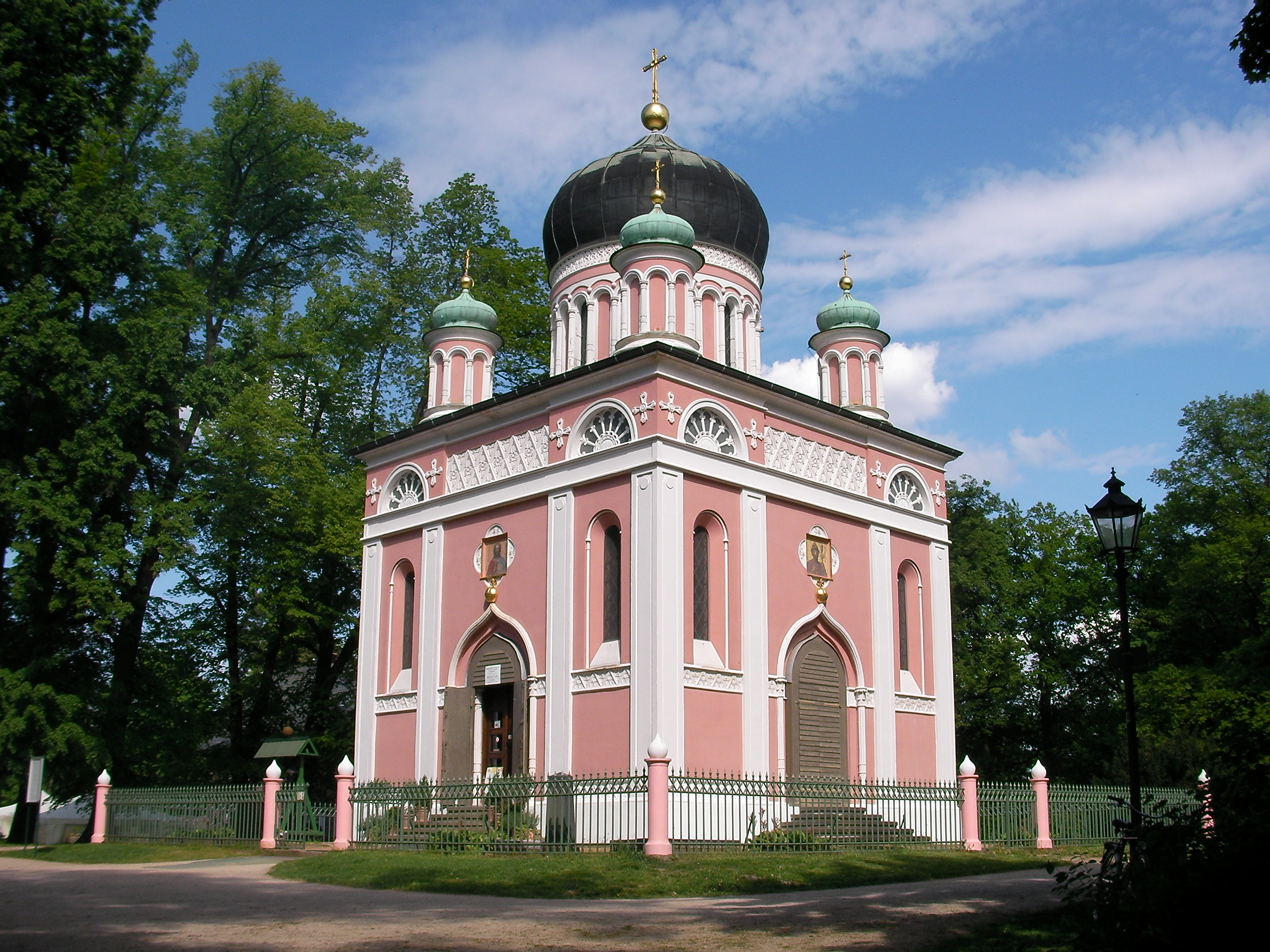
Церква Олександра Невського в Потсдамі.

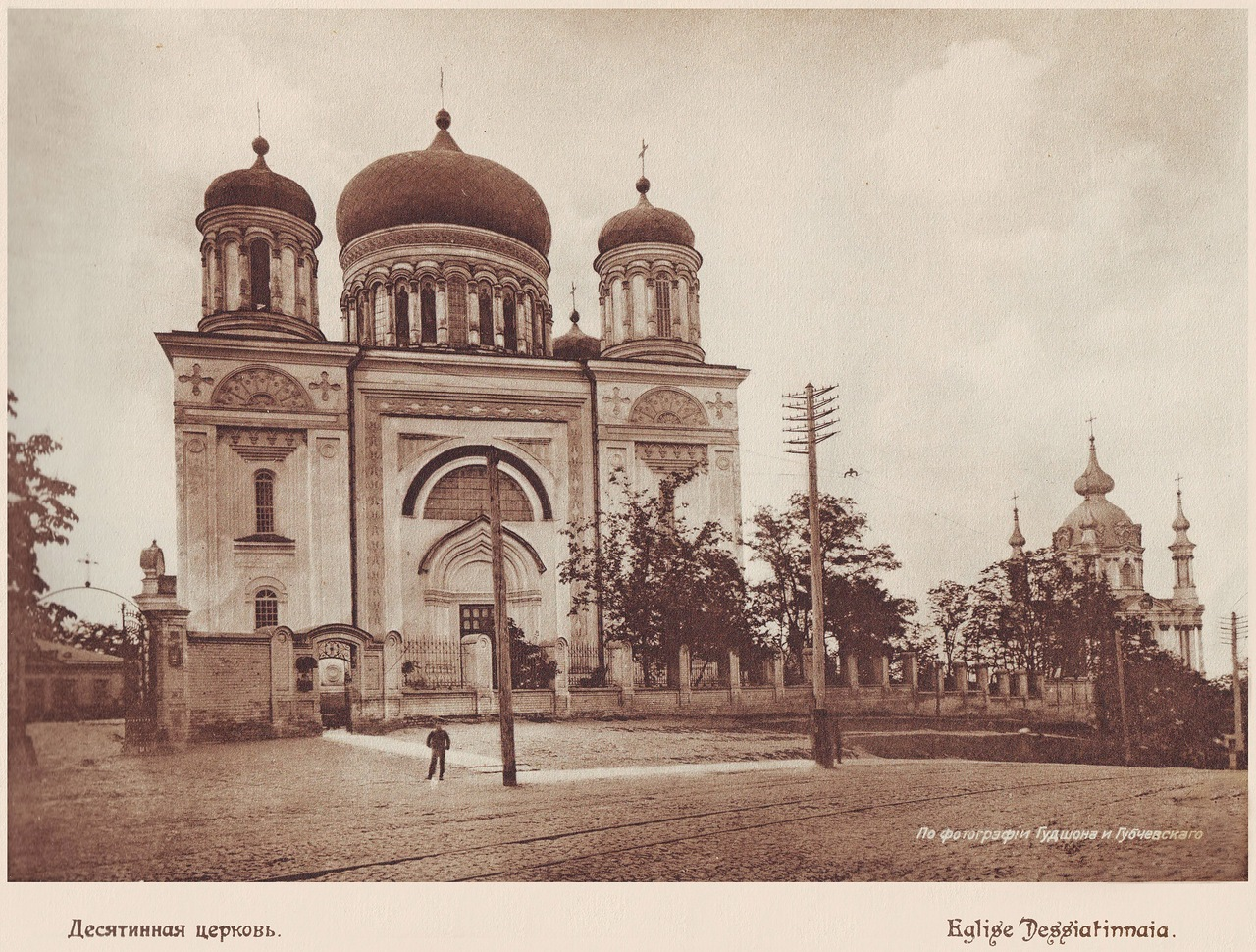
Десятинна церква в Києві. Фото 1911 року.

Зародження нового напрямку в архітектурі, пов'язаного із зверненням до архітектурної спадщини Візантії, з'явилися ще в середині 1820-х років у двох творах архітектора-класициста Василя Стасова, що побудував церкву Олександра Невського в російській колонії Олександрівка в Потсдамі і Десятинну церкву в Києві. В ході розробки проєкту церкви в Потсдамі Стасов, який отримав від нового імператора Миколи I вказівку створити російський «національний» храм, звернувся до середньовічної архітектури Москви, яка уособлювала собою національну самобутність російського зодчества. В результаті 1826—1830 роки в Олександрівці було збудовано п'ятиглавий храм у хибно-візантійському стилі. При проєктуванні Десятинної церкви в Києві Василь Стасов звернувся до тих же витоків, бо імператор відхилив проєкти інших архітекторів, які розробили їх у прийомах класицизму. В Десятинній церкві (1828—1842) проявилося таке ж трактування призматичного обсягу з п'ятьма куполами на високих барабанах. Вже в цих двох храмах виявилося характерне для російсько-візантійського стилю поєднання класицистичної монументальності обсягів з деталями, «складеними за мотивами» соборів Московського Кремля і пам'ятників володимиро-суздальської школи.
Обидва згаданих проєкти не були характерні для творчості Василя Стасова, ні для всієї руської архітектури тих років. Тим не менш, саме цими проєктами Василь Стасов як би передбачив російсько-візантійський напрям в російській архітектурі, що поширився в середині XIX століття. Дані проєкти мали значний вплив на архітектора Костянтина Тона, який розробив у 1830-х роках цілий ряд проєктів православних храмів, що спиралися на допетрівську архітектуру, але ще зберігали вплив архітектури неокласицизму. У 1838 році Костянтин Тон видає книгу з проєктами своїх церков в новому стилі, з яких найбільш значним був проєкт храму Христа Спасителя в Москві (1837—1883). Сам архітектор, обґрунтовуючи свої проєкти, писав, що «Візантійський стиль, зріднився з давніх часів з елементами нашої народності, утворив нашу церковну архітектуру». У 1841 році був прийнятий закон, який вказував, що «можуть з користю бути прийняті в міркуванні креслення, складені на будову православних церков професором Тоном». У 1844 році знову був виданий альбом креслень побудованих Костянтином Тоном церков і проєктів храмів в російсько-візантійському стилі, рекомендованих в якості зразкових для повсюдного використання та наслідування.
Інтерес до сходу і зокрема до культурної спадщини Візантії був пов'язаний значною мірою з тим, що Микола I поділяв прагнення своїх попередників до Босфору і Дарданел і вступив у суперечку з Францією за контроль над святинями Святої Землі, що спровокувала Кримську війну. Східна політика держави викликала суспільний інтерес та спонсорувала наукові дослідження з візантійської історії та культури. Крім цього, освоєння Російською імперією Криму і Кавказу створило нові масштабні будівельні проєкти, які необхідно було інтегрувати в місцеве середовище. Імператорська Академія мистецтв, під безпосереднім керівництвом Миколи I, підтримувала розвиток сходознавства і зокрема візантиністику, Втім сам Микола I не любив візантійську архітектуру; Іван Штром, один з архітекторів собору Святого Володимира в Києві, згадував, як Микола I сказав: «Терпіти не можу цього стилю, але, не в приклад іншим дозволяю». Царське схвалення стало можливим завдяки академічним дослідженням архітектури Київської Русі в 1830-х — 1840-х роках, які вперше спробували реконструювати первісний вигляд київських соборів і встановили їх як відсутню ланку між Візантією і архітектурою Великого Новгорода.

### Розвиток власне неовізантійського стилю

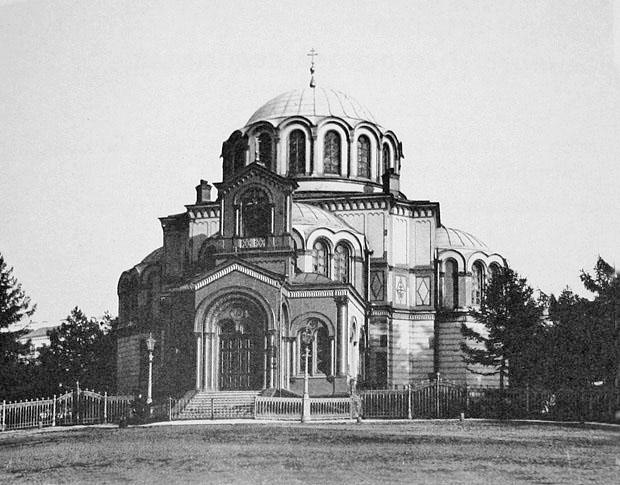
Церква Димитрій Солунського на Грецькій площі в Санкт-Петербурзі. Архітектор — Роман Кузьмін

З часом уявлення про «візантійський стиль» в російській архітектурі зазнали змін. У першій половині XIX століття з поняттям «візантійський» або «російсько-візантійський» стиль пов'язували застосування в архітектурі форм допетрівського російського зодчества, так як згідно уявлень свого часу, цей стиль розвивав традиції візантійської архітектури, привнесені «на російський ґрунт» в кінці X століття. Усвідомлення відмінностей між «візантійською» і «російською» стилістиками в храмовому зодчестві стало відчуватися тільки в середині XIX століття в професійному архітектурному середовищі, тісно пов'язаному з вивченням давньоруської і візантійської архітектурної спадщини. Тоді почали активно вивчатися пам'ятники середньовічної архітектури Греції, Сирії, Палестини, Малої Азії, Константинополя. Як писав В. В. Стасов: «Про візантійську архітектуру мали у нас в тоновський час (1830-х — 1840-х роках) лише самі смутні уявлення і почали впізнавати її набагато пізніше за численними малюнками російських архітекторів, що відправилися в кінці 1840-х років у Грецію і на Схід».

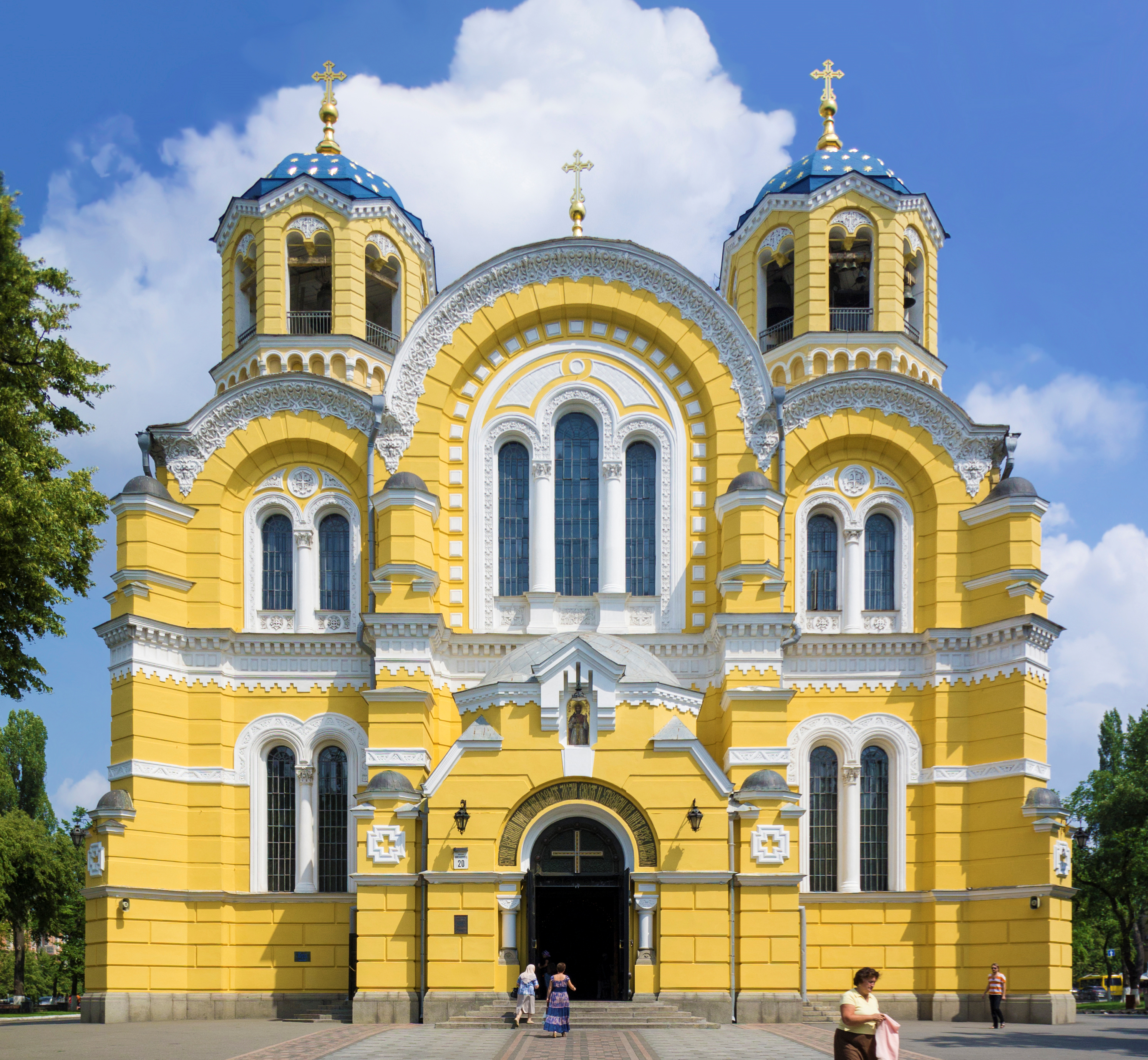
Володимирський собор в Києві. Архітектор — Олександр Беретті

Князь Григорій Гагарін, який служив у Константинополі та на Кавказі дипломатом, став найбільш впливовим прихильником візантійського стилю — завдяки опублікованим ним дослідженням народної кавказької і грецької спадщини, а також завдяки дружбі з імператрицею Марією Олександрівною і великою княгинею Марією Миколаївною (сестрою Олександра II і президентом Імператорської Академії мистецтв). Ще в 1856 році імператриця Марія Олександрівна висловила бажання побачити нові храми, виконані у візантійському стилі.
Собор Святого Володимира в Києві став першим власне неовізантійським проєктом, затвердженим Миколою І (1852). Кримська війна, брак коштів (будівництво фінансувалося за рахунок приватних пожертвувань) і серйозні інженерні помилки затримали завершення будівництва до 1880-х років. Вже після смерті Миколи I були створені перші неовізантійські інтер'єри в Церкві Преподобного Сергія Радонезького в Сергієвій Приморській пустелі за проєктом Олексія Горностаєва (1859) і в домовому храмі в Маріїнському палаці за проєктом Григорія Гагаріна (1860).
Перша з цих церков була побудована в 1861—1866 роках на Грецькій площі Санкт-Петербурга. Архітектор Роман Кузьмін (1811—1867) вільно дотримувався канону Собору Святої Софії — сплощений головний купол вписався в циліндричну аркаду, що спирається на кубічну головну споруду. Кузьмін, однак, додав нову особливість — замість двох апсид, характерних для візантійських прототипів, він використав чотири. Це хрестоподібне планування було вдосконалене в 1865 році Давидом Гріммом, який розширив уплощену структуру Кузьміна по вертикалі. Хоча проєкт Грімма залишався на папері понад 30 років, його основний склад став практично універсальним у російській будівельній практиці.

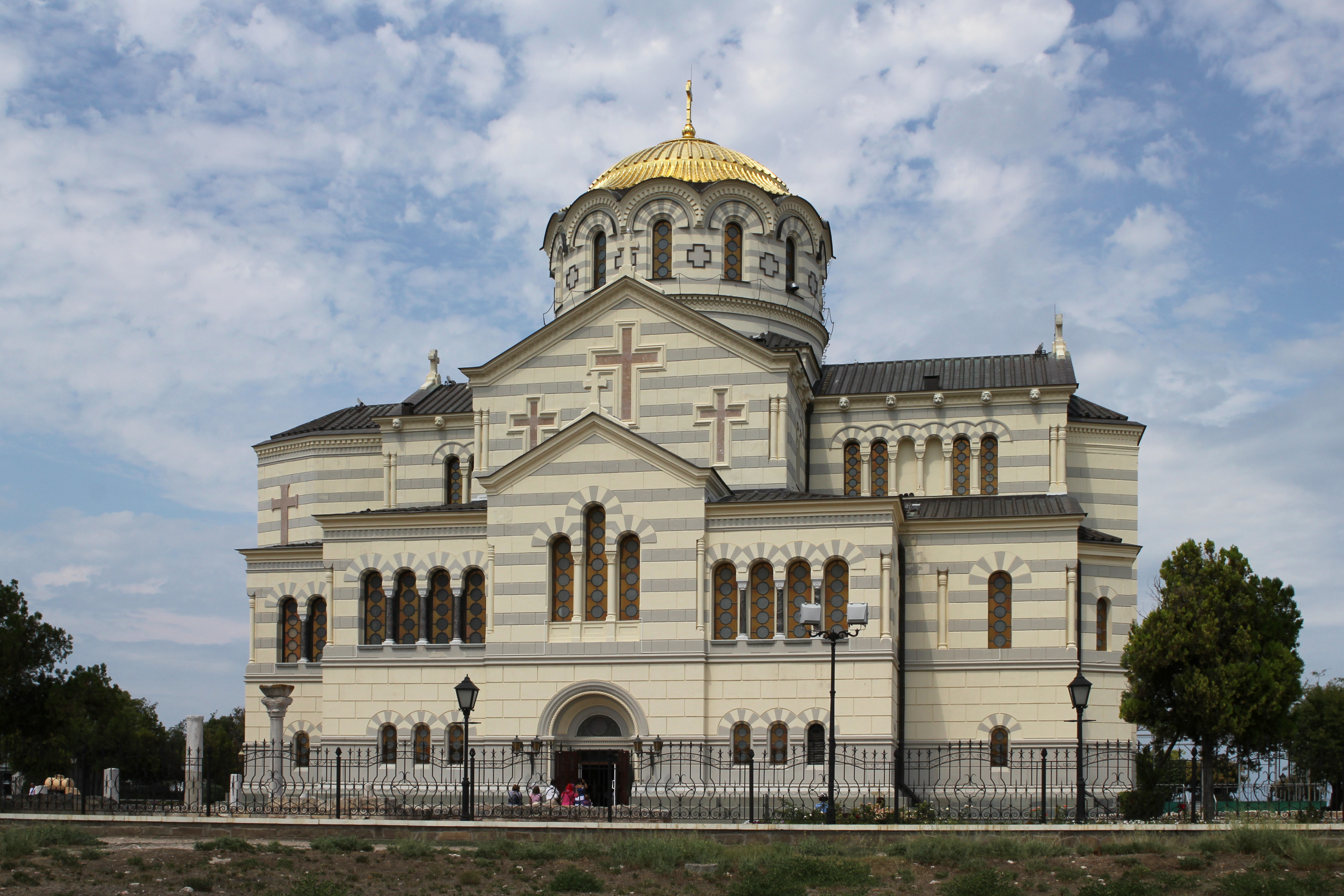
Володимирський собор в Херсонесі Таврійському. Архітектор — Давид Грімм

Інший напрямок було покладено в основу проєкту Давида Грімма церкви Святого Володимира в Херсонесі Таврійському (1858—1879). Церква, збудована на руїнах давньогрецького собору, спонсорувалася Олександром II. Грімм, також історик кавказької спадщини, був обраний Марією Олександрівною, швидше за все за порадою Гагаріна та Марії Миколаївни. Грімм обмежив використання криволінійних поверхонь тільки головним куполом; апсиди та їх покрівля були багатокутними — відповідно до грузинських і вірменських прототипів. Це «лінійне» різноманіття візантійської архітектури залишалося рідкістю в XIX столітті, але різко зросло в популярності за царювання Миколи II.

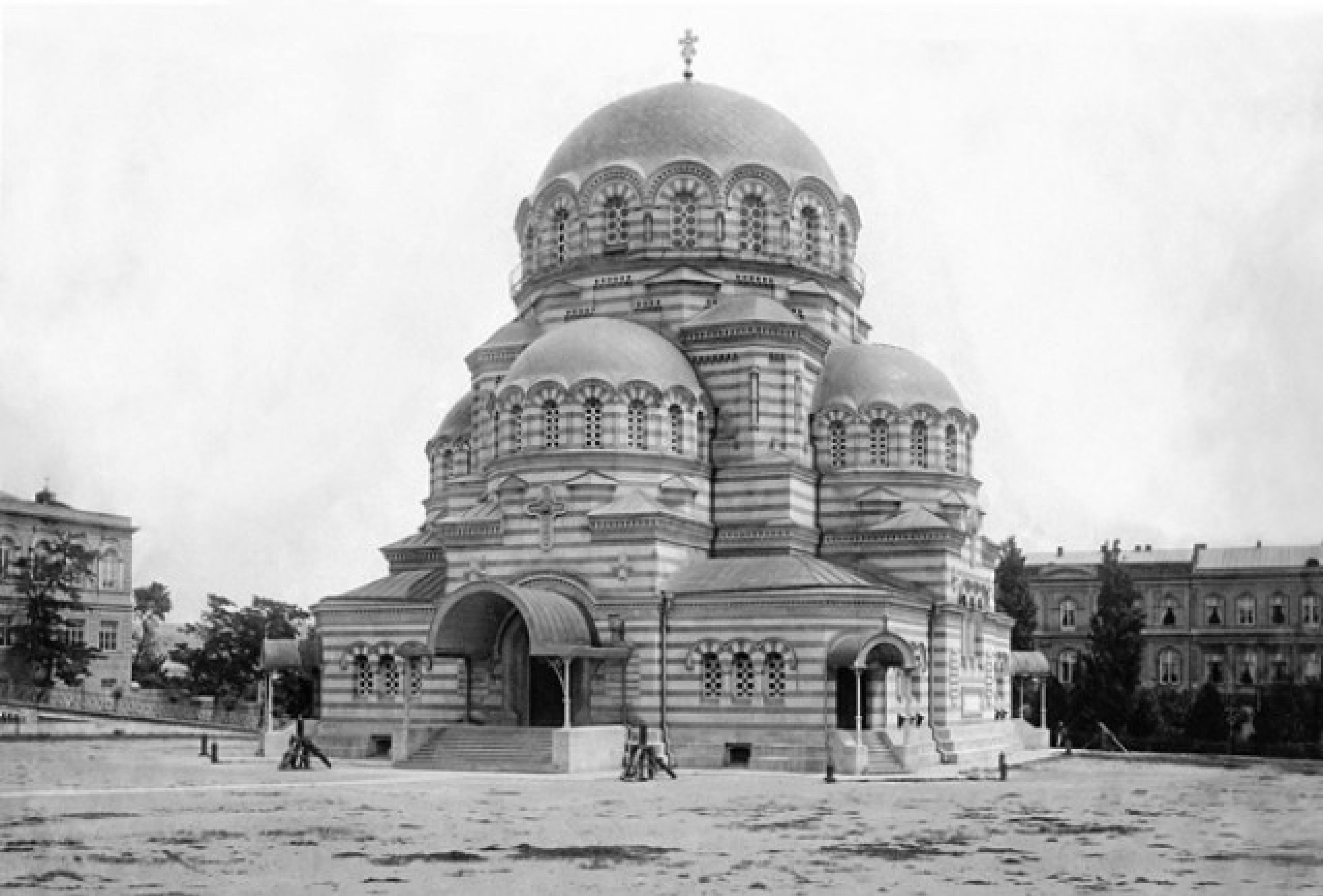
Собор Олександра Невського в Тифлісі. Архітектори — Давид Грімм і Роберт Гёдіке

Незважаючи на підтримку царської сім'ї, за царювання Олександра II церков в такому стилі було створено небагато: економіка, постраждала в результаті невдалої Кримської війни і проведеними реформами, була занадто слабка для того, щоб дозволити собі масове зведення монументальних російсько-візантійських храмів. Розпочаті проєкти відкладалися на багато років. Наприклад, проєкт Володимирського собору в Севастополі, розроблений Олексієм Авдєєвим, був затверджений в 1862 році, але фактично роботи почалися тільки в 1873 році. Фундаменти, побудовані до війни, вже були на місці, але будівництво повільно тягнулося до 1888 року. Собор Олександра Невського в Тбілісі, спроєктований Давидом Гріммом в 1865 році, був започаткований у 1871 році і незабаром покинутий; будівництво відновилося в 1889 році і було завершено в 1897 році. Грімм помер через рік.

### Царювання Олександра III

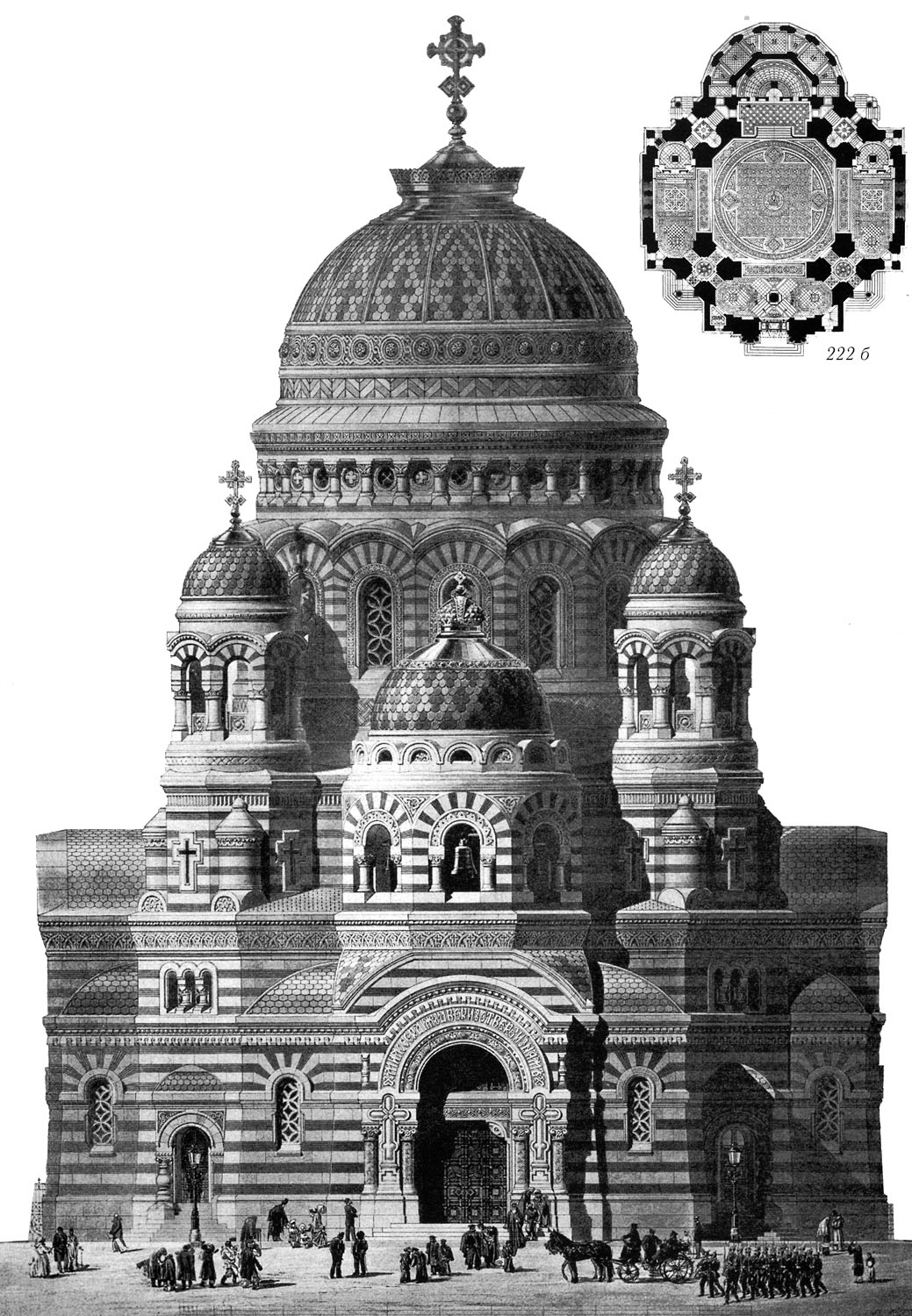
Нереалізований проєкт храму Спаса на Крові в Санкт-Петербурзі. Архітектор — Віктор Шретер

Церковне будівництво і господарство в цілому відновилися за царювання Олександра III (1881—1894). За тринадцять з половиною років майно православної церкви в Російській імперії збільшилася більш ніж на 5 тисяч споруд, до 47 419 храмів і каплиць, у тому числі 695 великих соборів. Більшість нових храмів, проте, відносилися до псевдоруського (або неоруського) стилю, який став офіційним стилем Олександра III. Про зміну державних переваг сигналізували у 1881—1882 роках два архітектурних конкурси на проєкт храму Спаса-на-Крові в Санкт-Петербурзі. В обох конкурсах домінували неовізантійські проєкти, але Олександр III відхилив їх всі і в кінцевому підсумку віддав перевагу проєкту Альфреда Парланда, встановивши стилістичні уподобання наступного десятиліття. Широко розрекламовані риси «Спаса на Крові» — центральний шатровий дах, надлишкові орнаменти в червоній цегляній кладці і чітке відсилання до Московських і Ярославських пам'ятників XVII століття, копіювалися в невеликих церковних будівлях.
Майже всі 5000 церков, приписуваних Олександру III, фінансувалися за рахунок суспільних пожертвувань. 100 % державного фінансування було зарезервовано для декількох палацових церков, безпосередньо обслуговуючих імператорську родину. «Військові» церкви, збудовані на військових та військово-морських базах, співфінансувались державою, офіцерським складом, а також за допомогою народної підписки серед цивільного населення. Наприклад, Петропавлівська церква 13-го лейб-гренадерського полку в Манглісі (Грузія), розрахована на 900 молільників, обійшлася в 32 360 рублів, з яких тільки 10 000 були надані державною скарбницею.

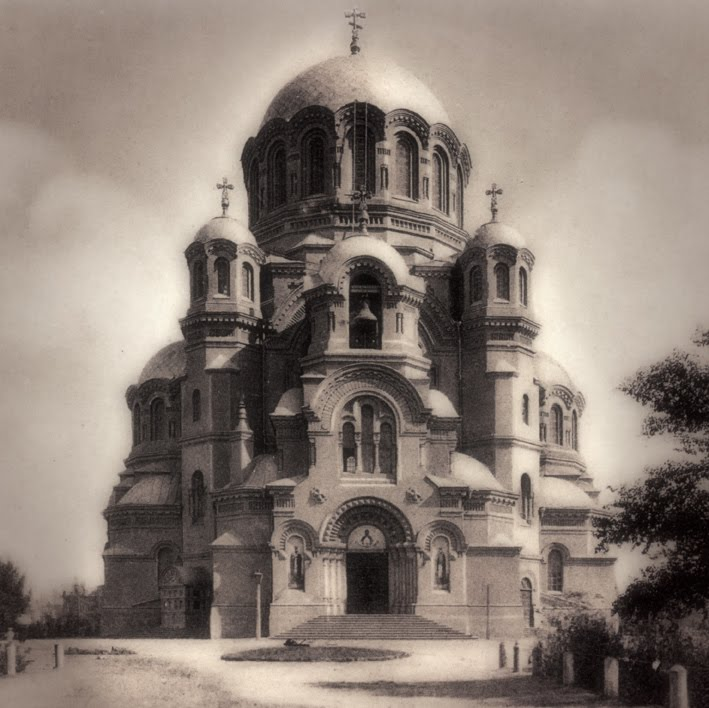
Казанський собор в Оренбурзі. Архітектор — Олександр Ященко

Перевага «російського стилю» не означала відмову від візантійської архітектури. Олександр III демонстрував явне неприйняття бароко і неокласицизму XVIII століття, які він зневажав як символи петровського абсолютизму; русько-візантійська архітектура була прийнятним «середнім шляхом». Візантійські зодчі попереднього царювання сформували численну школу з вірними клієнтами, в тому числі вищим духовенством. Як не парадоксально, Візантійська школа була зосереджена в Інституті цивільних інженерів. Неформальним лідером напрямку в ті роки вважався Микола Султанів. Учень Султанова, Василь Косяків, став відомим своїми проєктами церков у неовізантійському стилі, побудованими в Санкт-Петербурзі (1888—1898) і Астрахані (розроблений в 1888 році, побудований в 1895—1904), але був настільки ж успішним і в неоруському стилі (Нікольський морський собор в Лібаві, 1900—1903). Дві школи співіснували в нормальній робочій атмосфері, принаймні в Санкт-Петербурзі
Неовізантійська архітектура царювання Олександра III панувала в трьох географічних нішах. Цей стиль підходить для православного духовенства і військових губернаторів у Польщі та Литві (собори у Каунасі, Білостоці, Лодзі, Вільнюсі); у південних регіонах (Харків, Новочеркаськ, Ростов-на-Дону, Самара, Саратов і численних козацьких поселеннях); і на Уралі — від Пермі до Оренбурга; в 1891 році розширили список сибірські міста вздовж споруджуваної Транссибірської магістралі.

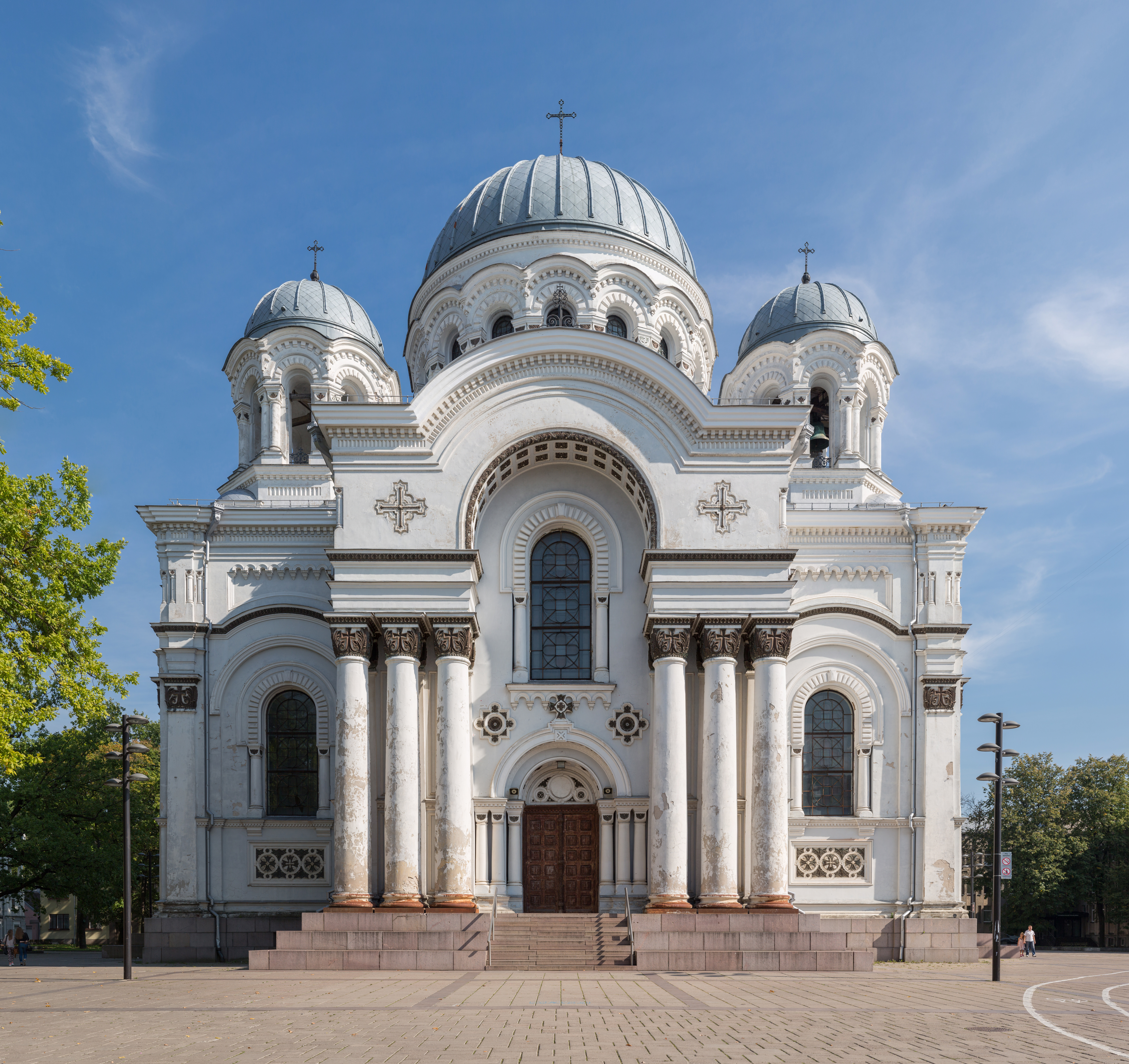
Михайло-Архангельський собор в Ковно. Архітектор — Костянтин Лимаренко

Західні та південні провінції займалися великими візантійськими проєктами, розробленими випускниками Інституту інженерів-будівельників. В провінційній архітектурі часто домінував один місцевий архітектор (Олександр Бернардацці в Бессарабії, Олександр Ященко на півдні Росії, Олександр Турчевич в Пермі), що пояснює наявність регіональні «кластерів» зовні схожих церков. Архітектори зазвичай дотримувалися стандарту, встановленого Кузьміним і Гріммом, або класичного пятикупольного планування, за деякими помітними винятками. Благовіщенський собор у Харкові (1888—1901) був розрахований на 4000 молільників і дорівнював по висоті дзвіниці Івана Великого в Московському Кремлі. Собор Святого Михайла Архангела в Ковенській фортеці (1891—1895, 2000 молільників), всупереч візантійського канону, був прикрашений корінфськими колонами, що стало зародженням «романсько-візантійського» стилю.
Байдужість Олександра до візантійської архітектури фактично підвищила його привабливість для приватних клієнтів: стиль більше не був атрибутом виключно храмової архітетури. Елементи візантійського мистецтва (ряди арок, двоколірна смугаста кладка) були загальною прикрасою цегляного стилю фабрик і багатоквартирних будинків. Вони легко змішувалися з неороманськими або неомавританськими елементами, як у Тбіліській опері за проєктом Віктора Шретера. Візантійсько-руська еклектика стала кращим рішенням для московських міських і приватних богаділень. Початок тенденції поклала спроєктована Олександром Обером церква Миколи Чудотворця при Рукавишніковському притулку (1879), кульмінацією стала богадільня Бойових братів у Сокільниках (Олександр Обер, 1890-е), що збереглася до наших днів. Московське духовенство, навпаки, не замовило жодного візантійського храму між 1876 (Церква Казанської ікони Божої Матері у Калузьких воріт) і 1898 (Богоявленський собор в Дорогомилове).

### Царювання Миколи II

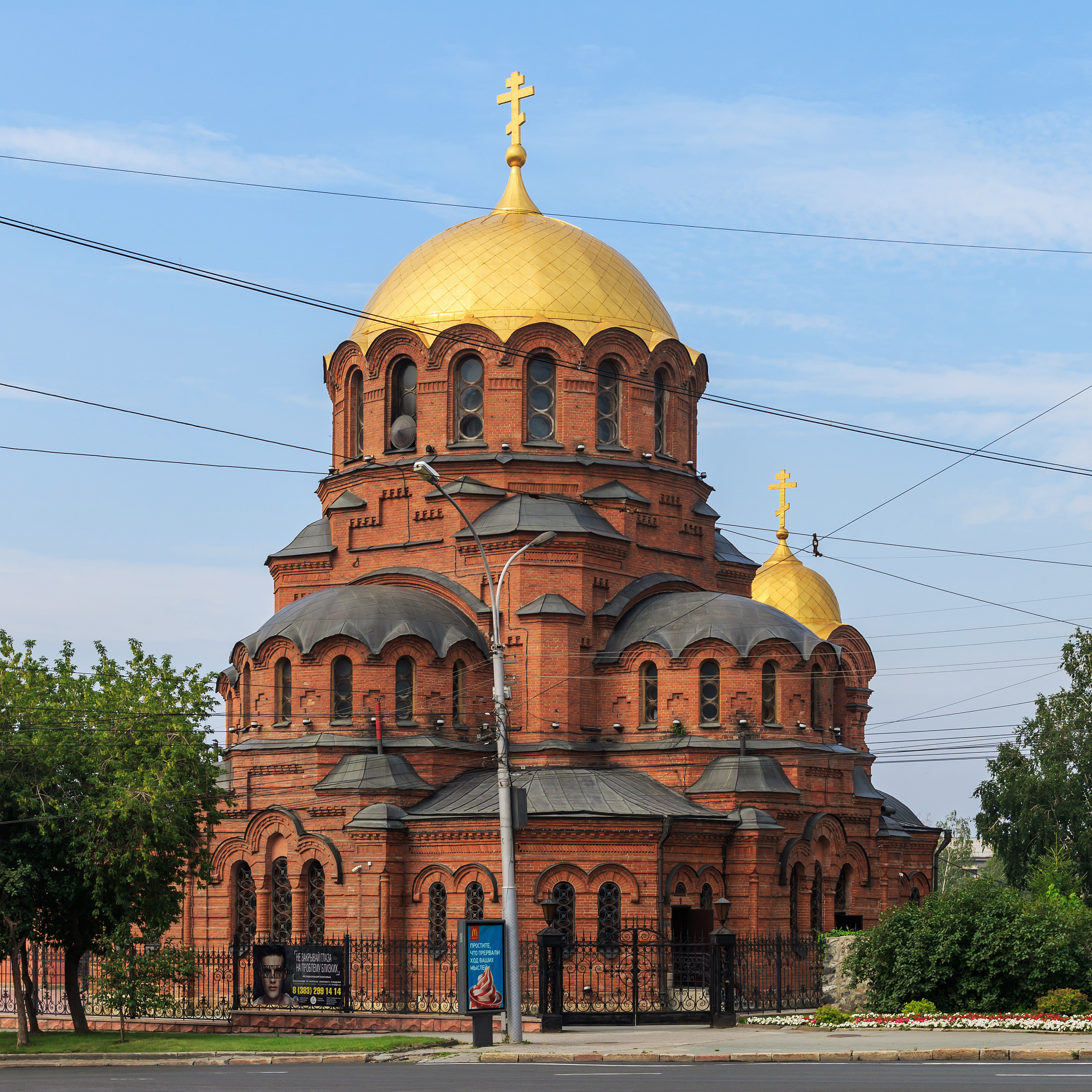
Собор Олександра Невського в Новосибірську. Автора проєкту не встановлено

Особисті смаки останнього імператора були мозаїчні: він пропагував російське мистецтво XVII століття в дизайні інтер'єру і костюмі, але демонстрував байдужість до псевдоросійської архітектури. Микола II або його наближені, не демонстрували постійної переваги якомусь одному стилю; його останнє приватне замовлення, Нижня дача в Петергофі, мала візантійський дизайн, але при цьому була побудована після ряду будівель у неокласичному стилі. Будівництво фінансоване державою значною мірою було децентралізовано і керувалося окремими державними діячами зі своїми власними запитами. У короткий період, що передував катастрофічній російсько-японській війні, візантійський стиль, мабуть, став офіційним вибором держави, принаймні, імператорського флоту, який спонсорував гучні будівельні проєкти на своїх столичних і зарубіжних базах.
Архітектура останніх двадцяти років Російської імперії була відзначена стрімким розвитком модерну і неокласицизму. Ці стилі домінували на приватному будівельному ринку, але не змогли зайняти тверду нішу в офіційних проєктах православної церкви. Однак ідеї модерну повільно але вірно проникали в традиційну неовізантійську архітектуру. Його вплив простежувався в оздобленні російсько-візантійських церков (наприклад Морського собору в Кронштадті). Представники архітектурних шкіл модерну (Федір Шехтель, Сергій Соловйов) і неокласицизму (Володимир Адамович) створювали свої варіанти візантійського стилю — або високодекоративні (Церква Спаса Нерукотворного в Іваново-Вознесенську за проєктом Шехтеля), або, навпаки, «обтічні» (Храм ікони Божої Матері «Знамення» в Кунцеве за проєктом Соловйова). З часом «північний» різновид модерну (Ілля Бондаренко) став стилем старообрядців, які з виданням маніфесту «про зміцнення основ віротерпимості» в 1905 році отримали можливість активно займатися храмобудівництвом. Використання російсько-візантійського стилю у невеликих проєктах розвивалося паралельно з чотирма дуже великими, консервативно стилізованими неовізантійськими соборами: Морським собором в Кронштадті, Олександро-Невським собором в Царицині, собор Андрея Первозванного в Поті (сучасна Грузія) і Олександро-Невським собором у Софії (Болгарія). Три з них (Кронштадт, Поті, Софія) були даниною поваги до собору святої Софії; їх автори, мабуть, відкинули «золоте правило» однокупольных конструкцій, що встановилося у попередні десятиліття. Точні причини цієї зміни стилю невідомі, у разі Кронштадтського собору простежується пряме втручання адмірала Макарова.
Андріївський собор у Поті, спроєктований Олександром Зеленко і Робертом Марфельдом, був незвичайний тим, що став першим великим церковним проєктом, побудованим із залізобетону. Він був структурно завершений в один будівельний сезон (1906—1907); весь проєкт зайняв менше двох років (листопад 1905 — липень 1907), абсолютний рекорд для того часу. Кронштадтський собор, в якому також використовувався бетон, був завершений за чотири будівельних сезони (1903—1907) через затримки, викликані революцією 1905 року. Інші проєкти були реалізовані не повністю. Так, Богоявленський собор в Дорогомилове (1898—1910), покликаний стати другим за величиною в місті, страждав від нестачі грошей і в результаті був реалізований в неповному, урізаному вигляді.

### У російській еміграції
Російська гілка неовізантійської традиції була перервана жовтневим переворотом, але знайшла своє продовження в Югославії. В Югославії до того часу вже давно існував і чи не домінував особливий сербсько-візантійський стиль, в якому, після звільнення від турків, були побудовані численні церковні та світські будівлі. Оскільки звільнення від турків відбулося при великій участі Росії, російські емігрантів зустріли у Сербії надзвичайно прихильно. Російські архітектори-емігранти, зводячи будівлі для потреб російської громади (в першу чергу, церкви) нерідко дотримувалися російсько-візантійського стилю. Масштабне церковне будівництво стало можливим завдяки особистій підтримці короля Олександра Карагеоргійовича, який спонсорував візантійські церковні проєкти архітекторів-емігрантів в Белграді, Лазаревац, попалив і інших містах.

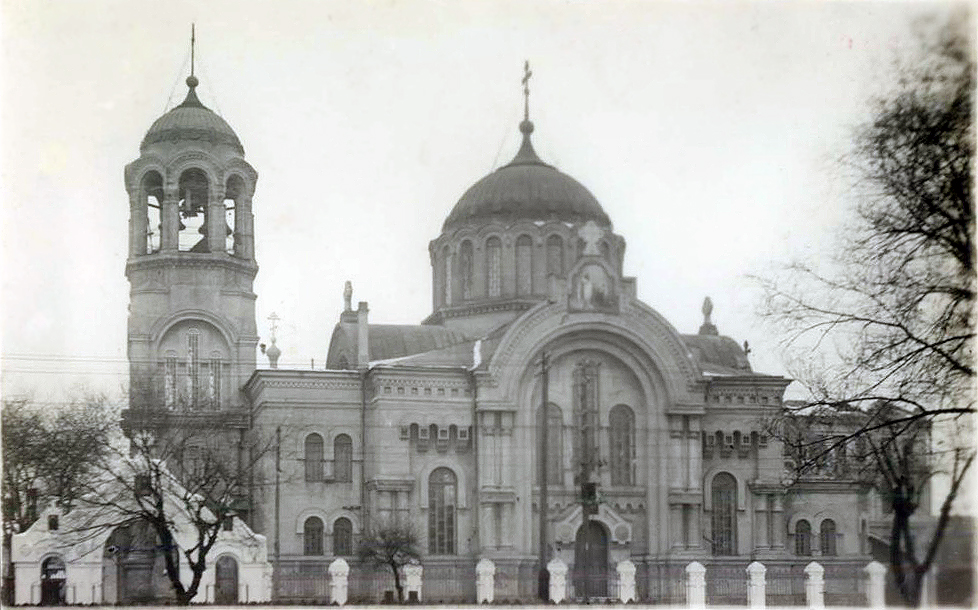
Благовіщенський храм в Харбіні. Архітектор — Борис Тустановський

Однак російські емігранти аж ніяк не обмежувалися створенням споруд виключно для потреб своєї громади. Російська еміграція в Югославії, оцінювана в 40–70 тисяч осіб, була сприйнята урядом як швидка заміна фахівців, загиблих у Першій світовій війні. Тільки архітектору Василю Андросову приписують 50 неовізантійських церков, побудованих у міжвоєнний період. Російські художники створили інтер'єри Введенського монастиря та історичної Ружицької церкви.
Російська діаспора в китайському Харбіні створила у міжвоєнний час два храми в російсько-візантійському стилі. Великий Благовіщенський собор, спроєктований і побудований Борисом Тустановським у 1930—1941 роках, був зруйнований під час «культурної революції». Менша, що нині збереглася Покровська церква, спроєктована в 1905 році Юрієм Ждановим, була побудована в один сезон в 1922 році. З 1984 року цей храм є єдиним православним храмом у всьому Харбіні.

## Відмінні риси стилю

### Зовнішній вигляд

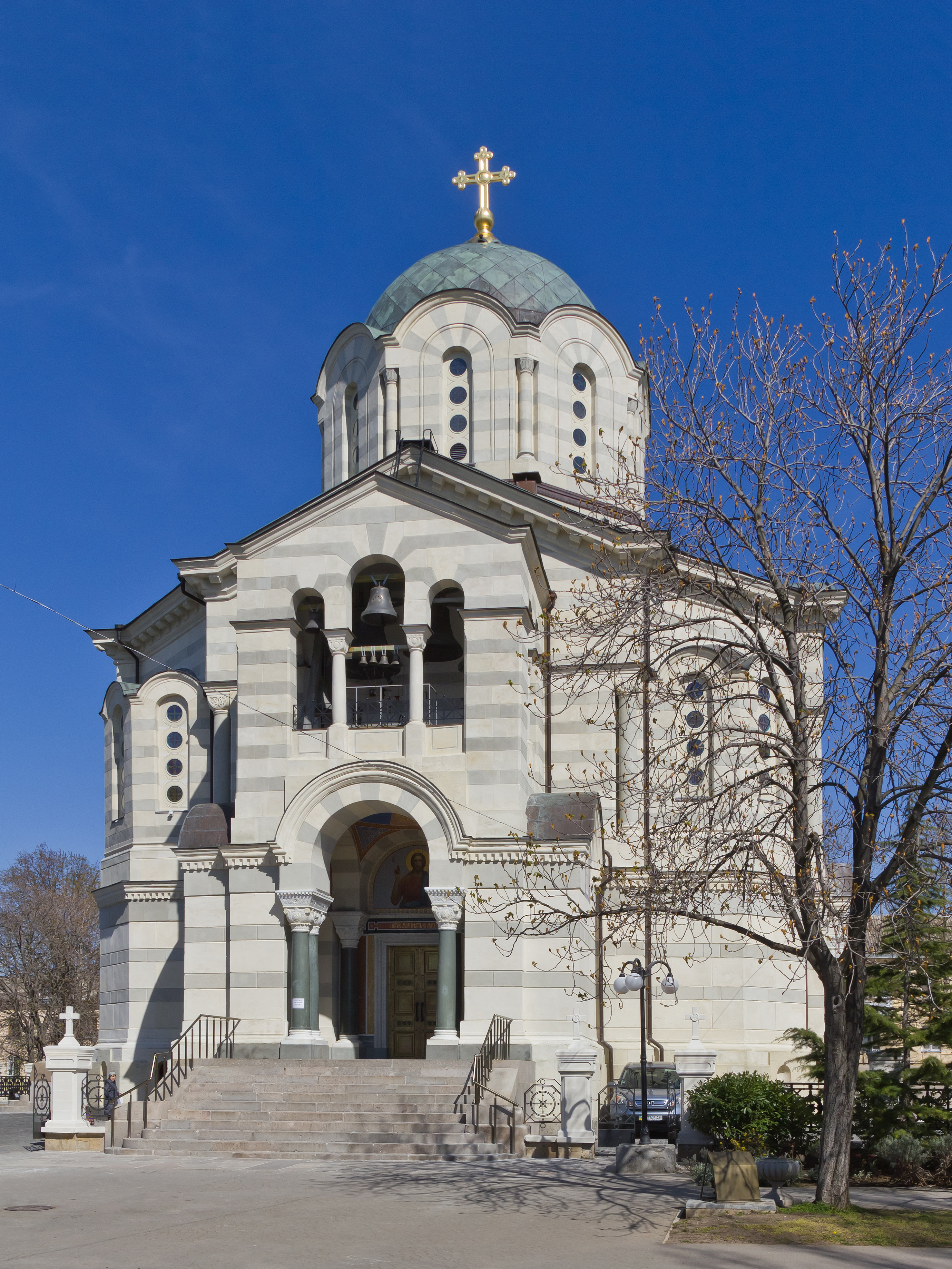
Володимирський собор в Севастополі. Архітектори — Костянтин Тон, Олексій Авдєєв.

Русько-візантійську архітектуру легко можна відрізнити від сучасних їй стилів історизму завдяки жорсткому набору декоративних інструментів. Хоча в будинках цього стилю могли бути присутніми окремі кавказькі, неокласичні і неороманські елементи, всі церковні будівлі в російсько-візантійському стилі слідували деяким загальним правилам, що стосуються конструкції куполів і аркад, запозиченим з середньовічного Константинополя:
- Напівсферичні куполи. Візантійські церкви завжди завершувалися простими півсферичними куполами. Іноді, як у Знам'янській церкві у Вільнюсі, вони мали невелику криволінійну гостру вершину біля основи хреста, в іншому разі хрест встановлювався прямо на сплощеної вершині купола. Цибулинні купола і шатрові дахи традиційної російської архітектури не використовувалися, вони залишалися винятковими рисами псевдоросійської архітектури, підтримуваної Олександром III, і були значно важчі і дорожчі візантійських куполів того ж діаметру[27].
- Змішування склепінь і куполів. Найбільш помітною особливістю візантійських церков є відсутність формального карниза між куполом і його опорою. Замість цього, підтримуюча купол аркада переходить відразу в дах бані; покрівля жестяна, що плавно обтікає арки. Склепіння робилися так, щоб максимально пропускати сонячне світло через широкі вікна. Кілька храмів цього стилю (Володимирський собор у Севастополі, 1862—1888, Церква Вознесіння Господнього в Лівадії, 1872—1876) також мали дерев'яні віконні віконниці з круглими вирізами, що використовувалися в середньовічній Візантії. У XX столітті цей візерунок був відтворений в камені (Храм ікони Божої Матері «Знамення» в Кунцеве, 1911), фактично зменшуючи сонячне освітлення.
- Спрямованість увись храмів, побудованих в російсько-візантійському стилі, що є запозиченням з російської архітектури, відрізняє їх від «приземкуватих» неовізантійських храмів, які будувалися в Греції.
- Незаштукатурена кладка. Ампірний канон часів Олександра I вимагав, що зовнішня кам'яна кладка обов'язково була повністю покрита штукатуркою. Архітектори нового покоління, проєктуючи неовізантійські і псевдоруські храми, радикально відійшли від цього правила, оголивши зовнішню цегляну кладку. Хоча відкрита цегляна кладка домінувала, вона не була універсальною; зовнішня ліпнина залишалася у використанні, особливо в перше десятиліття правління Олександра II.
- Чергування двох кольорів в цегельній кладці. Російські зодчі запозичили візантійську традицію прикрашати плоскі поверхні стін горизонтальними смугастими візерунками. Зазвичай широкі смуги темно-червоної цегляної кладки чергувалися з вузькими смугами жовто-сірої цегли. Зворотній варіант (темно-червоні смуги на сірому тлі) був рідкісним і зазвичай асоціювався з грузинськими церквами, побудованими за Миколи II. Значення кольорового малюнка зростало з розмірами будівлі: він використовувався майже у всіх великих соборах, але часто не вживався в маленьких парафіяльних храмах (хоча в парафіяльній православній церкві у Вільнюсі і підмосковному, тепер московському, Кунцево такий малюнок є).

### Церковні плани і пропорції
Згідно з дослідженнями Никодима Кондакова 1870-х років, в архітектурі Візантійської імперії використовувалися три різних церковних плани:
- Найранніший стандарт симетричного однокупольного собору («стандарт Святої Софії») був встановлений в VI столітті Юстиніаном I. Традиційні візантійські собори мали два вітрила або апсиди; російсько-візантійський стандарт, розроблений Кузьміним, Гріммом і Косяковим, використовував чотири.
- У «равенському стандарті» візантійської Італії використовувалися подовжені базиліки. Він залишався поширеним у Західній Європі, але рідко використовувався в Росії.
- П'ятиглавий тип з'явився в IX столітті і процвітав за часів македонської і комнийської династій. Протягом століть це був кращий тип російських православних храмів.

У випадку з великими храмами в неовізантійському стилі, збудованими у Росії, зазвичай використовувався однокупольний або п'ятибанний план. Однокупольний план був стандартизований Давидом Гріммом і Василем Косяковим і використовувався по всій імперії з мінімальними змінами. П'ятикупольна архітектура відрізняється великою різноманітністю, оскільки архітектори експериментували з пропорціями і розташуванням бічних куполів.
Невеликі храми майже завжди слідували однокупольному плану. В деяких випадках (як у церкві Святого Георгія в Ардоне, 1885—1901) дуже маленькі бічні куполи були механічно додані до основного однокупольного плану. Церкви у формі базиліки з'явилися тільки в останнє десятиліття існування Російської імперії; всі вони були невеликими парафіяльними церквами, такими як храм-каплиця Архангела Михаїла при Кутузівській хаті в Москві.

### Проблема розміщення дзвіниці

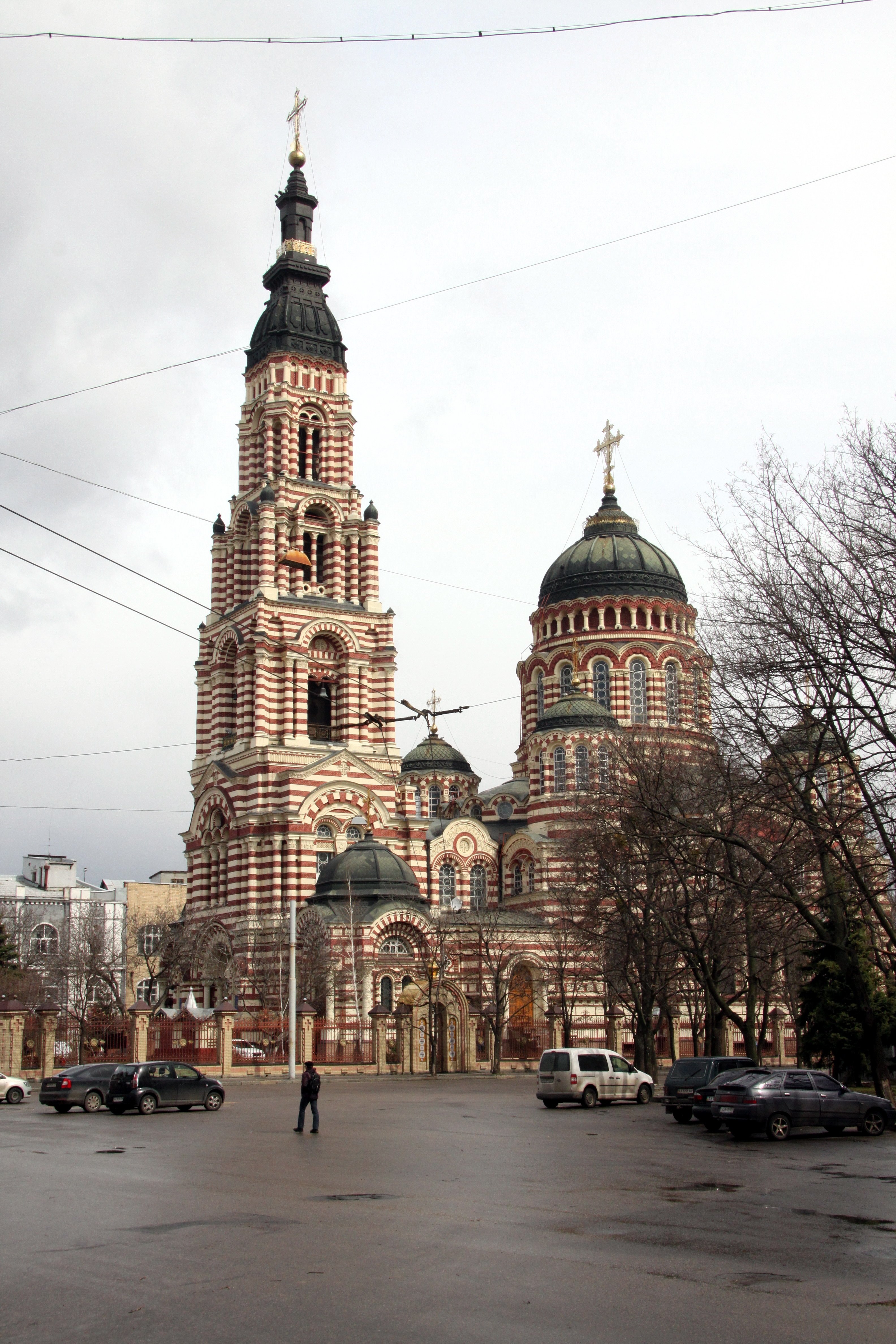
Благовіщенський собор у Харкові. Архітектор — Михайло Ловців.

Неокласичний канон диктував, що дзвіниця повинна бути істотно вище головного купола. Тонка висока дзвіниця ампірного храму доповнювала ґрунтовні форми основної будівлі. Ще в 1830-х роках Костянтин Тон і його послідовники зіткнулися з проблемою дзвіниці": масштабні вертикальні форми російсько-візантійських соборів Тона не поєднувалися з традиційними дзвіницями. Рішенням Тона було повністю відмовитися від будівництва дзвіниці, встановивши дзвони на невеликій окремо збудованій дзвіниці (Храм Христа Спасителя) або інтегрувавши дзвіницю в основну споруду (Вознесенський собор в Єльці). Та ж проблема зберігалася і в неовізантійських конструкціях, принаймні, в традиційних високих конструкціях, натхнених Тифліським Олександро-Невським собором Грімма. Сам Грімм помістив дзвони в окрему, відносно невисоку вежу, розташовану далеко за собором. Проте духовенство явно віддавало перевагу інтегрованим дзвінницям, окремі дзвіниці залишалися рідкістю.
Ернест Жибер, автор храму Христа Спасителя в Самарі (1867—1894), навпаки, створив масивну високу дзвіницю над головним порталом. Жибер навмисно розмістив дзвіницю незвично близько до головного куполу, так, щоб з більшості кутів огляду вони зливалися в єдину вертикальну форму. Це планування було схвалено священнослужителями, але зазнало різкої критики з боку сучасних йому архітекторів, таких як Антоній Томишко (архітектор в'язниці «Хрести» і церкви Олександра Невського в ній). Подібна форма була відтворена в Спасо-Преображенському соборі в Ташкенті (1867—1887), Олександро-Невському соборі в Лодзі (1881—1884), Спасо-Преображенському соборі Валаамського монастиря (1887—1896), Благовіщенському соборі в Харкові (1888—1901), Хрестовоздвиженський монастир у Саратові (1899) та інших містах і монастирях. Більшість візантійських будівель, однак, слідували по середньому шляху: дзвіниця також була встановлена над порталом, але вона була відносно низькою (нарівні з бічними куполами або апсидами або навіть нижче), і розташовувалася в стороні від головного купола: Христорождественський собор у Ризі (1876—1884) або Вознесенський собор у Новочеркаську (1891—1904).

## Сучасність

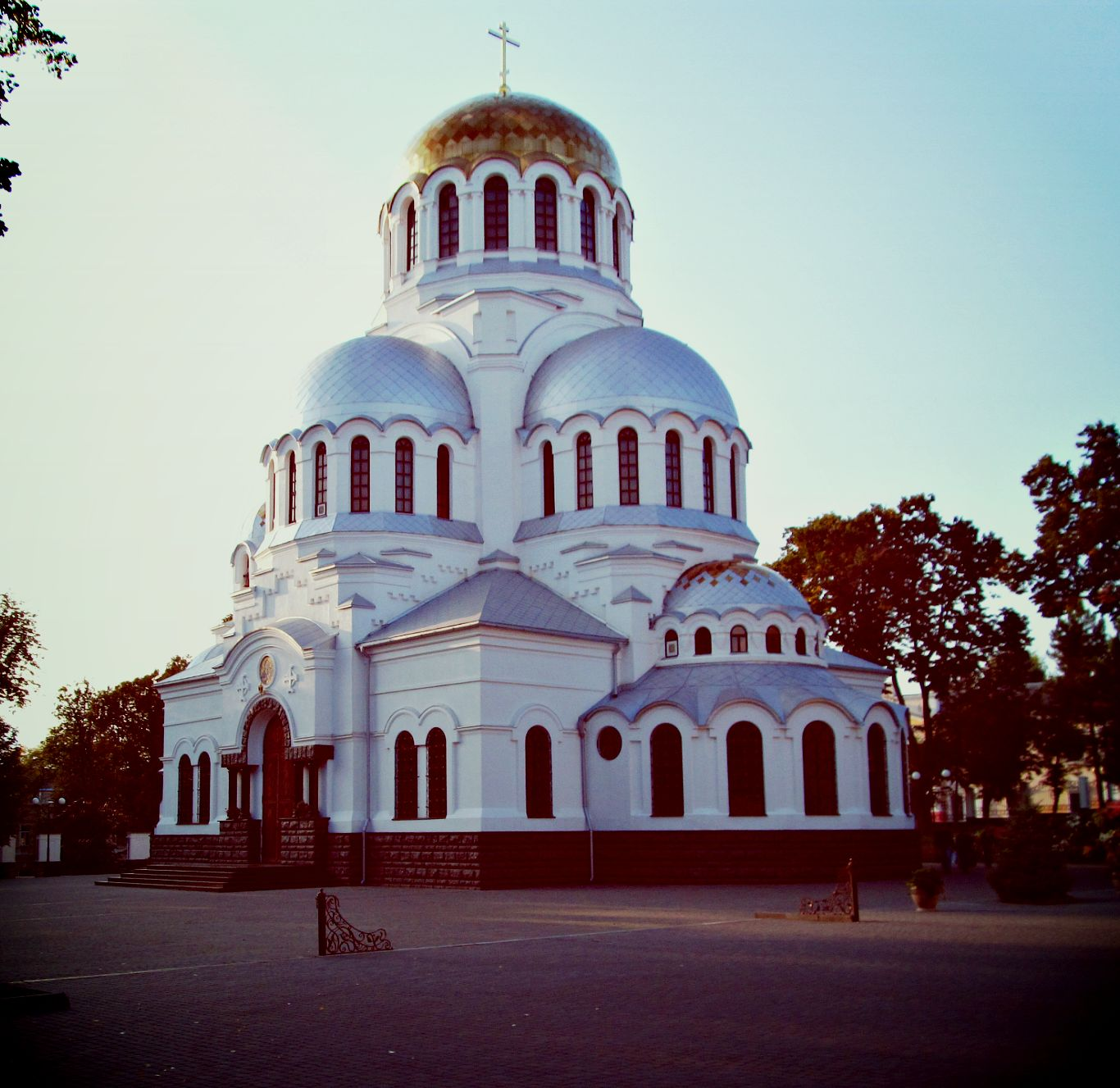
Олександро-Невський собор у Кам'янці-Подільському. Був зруйнований у 1930-ті роки, але відновлений у 1995—2000 роках

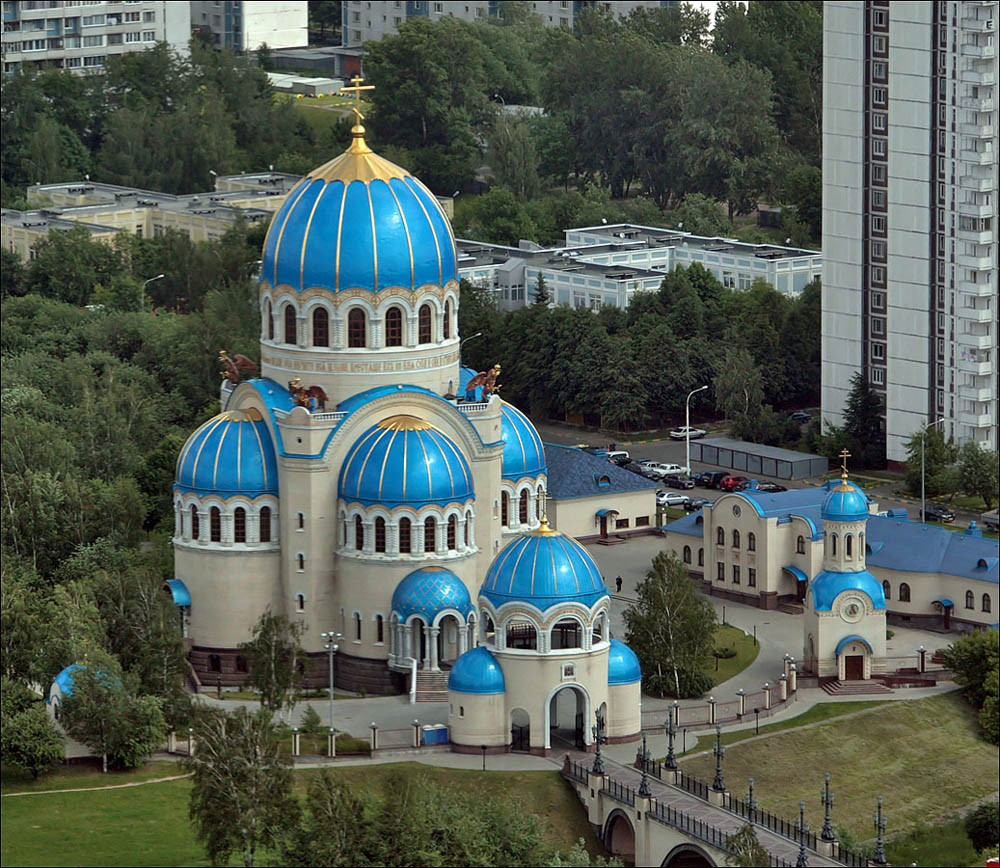
Храм Живоначальної Трійці в Оріхові-Борисові в Москві (2004), найбільша і одна з перших за часом споруда у «другому візантійському стилі».

Візантійська архітектура, як і храми у псевдоруському стилі, активно руйнувалися в радянський час. Більшість церков, що залишились, були закриті, перетворені на склади, передані різним організаціям для розміщення в них або найчастіше залишені руйнуватися без належного обслуговування. Тим не менше, більшість російсько-візантійських церков вціліло, і після розпаду Радянського Союзу вони були відреставровані, а ряд зруйнованих відбудовані заново.
У пострадянському храмовому будівництві архітектори нерідко зверталися до традиції візантійського зодчества. У більшості проєктів архітектори орієнтувалися на будівлі «візантійського стилю» другої половини XIX — початку XX століття. Тому той напрямок у храмовому будівництві кінця XX — початку XXI століття, в основі якого лежить звернення зодчих до композиційних прийомів і архітектурних форм, існував у середньовічному візантійському зодчестві, Наталія Лайтарь позначає як «другий візантійський стиль». До таким храмів відносяться церква Живоначальної Трійці в Оріхові-Борисові в Москві (В. В. Колосніцин, Е. В. Інгема, Е. Б. Дроздов та ін., 1998—2004), храм Стрітення Господнього (А. Р. Васильєв, Г. К. Челбогашев, 2000—2006) і церква Різдва Христового (А. М. Лебедєв, початок будівництва — 2002), зведені в Петербурзі, храм Георгія Победоносця в Самарі, побудований за проєктом Ю. І. Харитонова 1999—2002 рр.
Відновлення історичних церков поки має неоднозначний успіх. Є як мінімум один приклад візантійського храму («міська» церква Казанської ікони в Іркутську), «відреставрованого» під російське відродження з додаванням шатрових дахів.